# Yuci
Yuci (chinesisch 榆次区, Pinyin Yúcì Qū) ist ein Stadtbezirk der bezirksfreien Stadt Jinzhong in der chinesischen Provinz Shanxi. Er hat eine Fläche von 1.319 Quadratkilometern und zählt 904.518 Einwohner (Stand: Zensus 2020).